# Ostrovánky
Ostrovánky (in tedesco Ostrowanek) è un comune della Repubblica Ceca facente parte del distretto di Hodonín, in Moravia Meridionale.